# Mervyn Touchet
Mervyn Touchet, 2e graaf van Castlehaven (1593 - Londen, 14 mei 1631), ook Mervyn Tuchet, was een Engelse edelman die ter dood werd veroordeeld voor medeplichtigheid aan de verkrachting van zijn vrouw Anne Stanley, en sodomie met een mannelijke bediende. Het was zeer ongebruikelijk dat een adellijk persoon hiervoor werd vervolgd en geëxecuteerd. 
Er werd ten tijde van zijn proces al gewezen op merkwaardigheden in de gevolgde procedures. Castlehaven's banden met de rooms-katholieke kerk en met Ierland, en zijn voor een edelman 'onwaardige' gedrag, maakten hem bij de protestantse adellijke elite in Engeland bij voorbaat verdacht.
De zaak is bekend gebleven omdat voor het eerst bevestigd werd dat binnen het Engelse recht een getrouwde vrouw in bepaalde gevallen een verklaring kon afleggen tegen haar man. Sinds het begin van de 21e eeuw is er ook belangstelling voor de affaire-Castlehaven vanuit het perspectief van lgbt- en genderstudies.

## Familie en jeugd
Mervyn Touchet was de oudste zoon van George Touchet, 1e graaf van Castlehaven en 11e baron Audley, en zijn vrouw Lucy Mervyn. Er is weinig bekend over zijn jeugd. De familie was rijk en woonde vanaf 1600 meestal op hun landgoederen in Ierland. Zelf gaf hij al jong de voorkeur aan Engeland. Hij was in 1614 lid van het Lagerhuis van Engeland voor Dorset, en was een Justice of the Peace (Vrederechter) voor de graafschappen Dorset, Somerset en Wiltshire. Rond 1611 trouwde hij met Elizabeth Barnham, de dochter van een rijke Londense textielfabrikant. Zij was een schoonzus van de filosoof en wetenschapper Francis Bacon. Een dergelijk huwelijk tussen een edelman en een ‘koopmansdochter’ werd in die tijd als een mesalliance gezien. Het echtpaar had zes kinderen en het huwelijk gold als gelukkig.

## Graaf van Castlehaven
Touchet volgde zijn vader in 1616 of 1617 op als graaf van Castlehaven en baron Audley. Zijn vrouw Elizabeth stierf in 1622. Op 22 juli 1624 hertrouwde hij met Anne Stanley (1580-1647), dochter van de graaf van Derby, en een ver familielid van koning Karel I. Zij was sinds 1621 de weduwe van Grey Brydges, 5e baron Chandos.
Hoewel Castlehaven een edelman was en erg rijk, vond de hoge Engelse adel dat Anne Stanley beneden haar stand trouwde. De familie Touchet had pas in 1616 een graventitel verkregen; bovendien was het een titel in de Ierse adeldom die door de oude Engelse adel als lager in status werd gezien. Daarnaast was Castlehaven meer dan tien jaar jonger dan zijn nieuwe vrouw en werd hij ervan verdacht katholiek te zijn. De graaf en gravin van Castlehaven woonden voornamelijk op het grote landgoed van de Touchets bij Fonthill Gifford, in Zuid-Engeland. Het huwelijk werd geen succes.

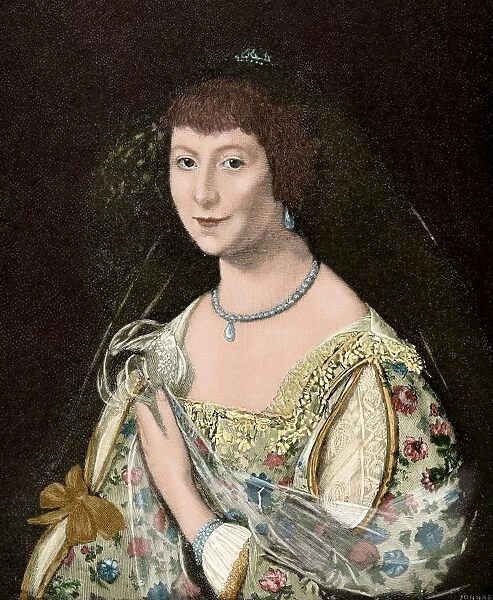
Anne Stanley, tweede vrouw van Mervyn Touchet. Gravure van een portret door Cornelis Janssens van Ceulen

In 1628 trouwde Elizabeth Brydges, Anne Stanley’s oudste dochter uit haar eerste huwelijk, met James, de oudste zoon van Castlehaven die de hoffelijkheidstitel Baron Audley voerde. Elizabeth was toen tussen de twaalf en vijftien jaar oud; Audley was enkele jaren ouder. Het huwelijk was niet gelukkig; Audley vertrok uit Fonthill Gifford, waar zijn vrouw bleef wonen.
In 1630 werd Castlehavens (katholieke) broer Ferdinando gearresteerd en kort gevangen gezet op verdenking van spionage. De landerijen van Touchet in County Tyrone (Ierland) werden onteigend wegens wanbeheer. Castlehaven’s jongste zus Eleanor Touchet werd van het hof verbannen voor het doen van bizarre profetieën.

## Eerste beschuldigingen
In oktober 1630 wendde Lord Audley, de zoon van Castlehaven, zich tot de Privy Council (de Engelse Raad van State) om zich te beklagen over het feit dat zijn vader hem wilde onterven. Castlehaven zou Audley’s vrouw Elizabeth hebben aangezet tot seks met Henry Skipwith, een favoriete dienaar van Castlehaven. Bij een eventuele zwangerschap van Elizabeth zou Castlehaven het door Skipwith verwekte kind willen benoemen tot zijn erfgenaam en zo zijn zoon passeren. Audley verklaarde ook dat zijn stief- en schoonmoeder Anne Stanley personeelsleden, waaronder Skipwith, als minnaar had. Audley's klacht werd op bevel van de Privy Council onderzocht door Thomas Coventry, Lord Keeper of the Great Seal.
Uit verhoren van de bewoners van het huis bij Fonthill Gifford kwam naar voren dat Castlehaven seksuele relaties zou hebben gehad met zowel mannelijke als vrouwelijke personeelsleden, waaronder de lakei Lawrence Fitzpatrick, en dat hij een voyeur was. Hij overlaadde seksuele partners met geschenken en had een van zijn dochters laten trouwen met een van zijn favorieten, de page John Antkill. De onderzoekers legden alleen getuigenissen van mannelijke personeelsleden vast omdat vrouwen in die tijd als onbetrouwbare getuigen werden gezien, zeker als ze van lagere komaf waren.

Elizabeth Audley gaf toe onder druk van haar schoonvader een seksuele relatie te zijn begonnen met een van zijn andere favorieten, een page met de naam Skipwith. Haar moeder, Anne Stanley, zou op instigatie van Castlehaven door een bediende zijn verkracht. Anne Stanley verklaarde vervolgens dat haar man al kort na hun huwelijk had aangekondigd dat hij als echtgenoot zeggenschap had over haar lichaam. Hij had haar meerdere malen bevolen met een van zijn bedienden te slapen, wat zij altijd had geweigerd. Uiteindelijk zou Castlehaven de bediende Giles Broadway opdracht hebben gegeven haar te verkrachten, en daarbij hebben geholpen door zijn vrouw in bedwang te houden. Dit werd in grote lijnen bevestigd door Giles Broadway zelf.

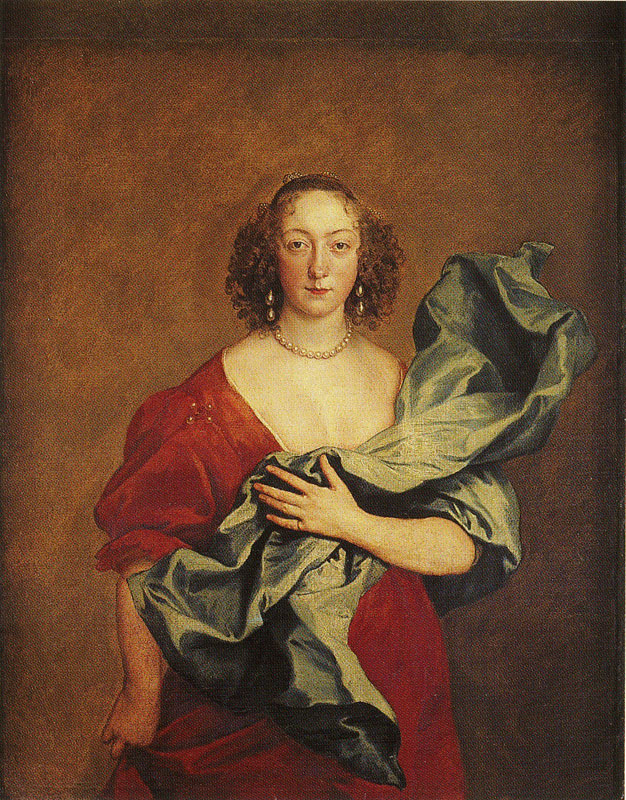
Elizabeth Brydges, lady Audley, stiefdochter en schoondochter van Lord Castlehaven, geschilderd door Anthonie van Dijck, ca. 1636.

## Arrestatie en formele aanklacht
Castlehaven werd op 21 december 1630 gearresteerd en een maand later vastgezet in de Tower. op 6 april 1631 werd hij formeel in staat van beschuldiging gesteld voor medeplichtigheid aan de verkrachting van de gravin door Giles Broadway, en voor het plegen van sodomie met de bediende Fitzpatrick.
Verkrachting en sodomie werden vanuit moreel oogpunt in het Engeland van de 17e eeuw als zware misdaden gezien; het waren halsmisdaden (d.w.z. dat er de doodstraf op stond). Strafrechtelijke vervolging kwam echter niet vaak voor. Vervolging voor verkrachting vond meestal alleen plaats als er ook sprake was van een tweede delict of een ernstige schending van de sociale orde. Verkrachting binnen een huwelijk werd juridisch niet erkend; de aanklacht tegen Castlehaven had daarom betrekking op zijn medeplichtigheid bij de verkrachting van Anne Stanley door Broadway. De beschuldiging sodomie werd in het geval van hooggeplaatste personen wel eens toegevoegd aan andere aanklachten, maar vooral om het morele karakter van de aangeklaagde in een kwaad daglicht te zetten.

## Proces

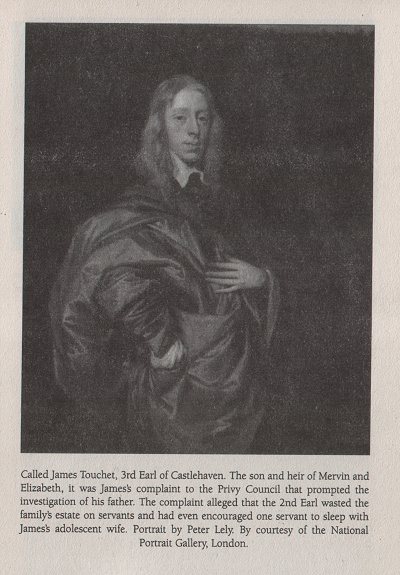
James, Baron Audley, oudste zoon van Lord Castlehaven

Het proces tegen Castlehaven werd gehouden in Westminster Hall op 25 april 1631, en werd in één dag afgehandeld. De zaak trok veel aandacht, ook buiten Engeland. Normaliter zou een zaak tegen een graaf behandeld worden door het Hogerhuis; dat was echter niet in zitting. Er werd een speciale jury geformeerd die bestond uit zevenentwintig leden van de hoge adel (waaronder vrijwel de hele Privy Council). Minimaal tien van de juryleden hadden nauwe banden met de familie Stanley, de invloedrijke familie van gravin Castlehaven. Er bestaat weinig twijfel dat de Stanleys zich hebben ingespannen om de zaak in hun voordeel te beïnvloeden. Lord Coventry, die het onderzoek had geleid, fungeerde tijdens het proces als Lord High Steward.

### Getuigenis Anne Stanley
Bijzonder aan het proces tegen Lord Castlehaven was dat door de rechters expliciet werd bevestigd dat een vrouw in een strafzaak tegen haar man mocht getuigen, zeker als ze slachtoffer was. Dit was tot dan toe onder Engels recht niet voorgekomen. Op een vraag van Castlehaven of er juridisch gezien wel sprake kon zijn van verkrachting als het slachtoffer een vrouw van losse zeden was, antwoordden de rechters dat de reputatie of levenswandel van de vrouw er niet toe deed. Ook gaven ze aan dat het niet van belang was dat Anne Stanley zelf nooit melding had gedaan van de verkrachting door Broadway. De gravin en haar dochter Elizabeth verschenen zelf niet in de rechtszaal. Hun verklaringen werden voorgelezen.

### Verklaringen Castlehaven
Castlehaven hield vol dat hij niet schuldig was en dat zijn vrouw en zoon tegen hem samenspanden om materieel voordeel te hebben van zijn dood. Hij noemde zijn vrouw een hoer aan wier verklaringen geen waarde kon worden gehecht en beschuldigde haar ervan tijdens hun huwelijk een onwettig kind te hebben gekregen. De bedienden die belastende uitspraken tegen hem hadden gedaan deden dat volgens hem uit wrok en jaloezie. De getuigenis over verkrachting was in zijn visie onduidelijk. Er was geen bewijs voor sodomie omdat er geen sprake was geweest van penetratie.
De aanklagers legden veel nadruk op het feit dat Castlehavens gedrag amoreel was, en een edelman onwaardig. Dit zou te wijten zijn aan zijn goddeloosheid die ook tot uiting kwam in het makkelijk wisselen tussen protestantisme en katholicisme.

## Veroordeling en executie
Op 26 april werd Castlehaven door de jury unaniem schuldig bevonden aan medeplichtigheid bij de verkrachting van zijn vrouw door Broadway. Met krappe meerderheid van stemmen verklaarden ze hem ook schuldig aan sodomie met zijn bediende FitzPatrick. Hij werd ter dood veroordeeld. Familieleden van Castlehaven drongen bij koning Karel I aan op gratie, waarbij zij aanvoerden dat Anne Stanley een promiscue vrouw was en een onbetrouwbare getuige. De koning weigerde echter. Castlehaven werd op op 14 mei 1631 op Tower Hill onthoofd. Hij hield tot het laatst vol dat hij onschuldig was. Hij verloor door zijn veroordeling zijn Engelse titel baron Audley en zijn bezittingen in Engeland, maar behield zijn Ierse graafschap en baronie. De Ierse titels en bezittingen gingen bij zijn dood over op zijn zoon James.
De rechtszaak tegen Broadway en Fitzpatrick vond plaats in juni 1631. Beiden trokken de bekentenissen in die ze tijdens het proces tegen Castlehaven hadden afgelegd (mogelijk omdat hun toen immuniteit was beloofd) en hielden vol onschuldig te zijn. Broadway werd schuldig bevonden aan verkrachting en Fitzpatrick aan sodomie. Op 6 juli 1631 werden ze opgehangen. Op het schavot zei Broadway dat Anne Stanley de slechtste vrouw was die ooit had geleefd. Zij zou verhoudingen hebben gehad met bedienden en haar eigen kind om het leven hebben gebracht.

## Kanttekeningen bij de veroordeling
Er werd al ten tijde van het proces gewezen op merkwaardigheden in de gevolgde procedures. Er zou, uitgaand van de toen gangbare definities, mogelijk geen sprake zijn geweest van verkrachting of sodomie omdat er volgens de verklaringen geen penetratie had plaatsgevonden. Er werd ook gesuggereerd dat er bewijs was vervalst. De pages Antkill en Skipwith, die aanvankelijk als hoofdschuldigen waren genoemd, werden helemaal niet vervolgd maar twee bedienden van lagere komaf wel.
Er circuleerden vlugschriften waarin Anne Stanley, gravin Castlehaven, werd aangewezen als de boze kracht achter de gebeurtenissen in Fonthill Gifford. Het feit dat zowel Lord Castlehaven als Giles Broadway haar tot vlak voor hun executies hadden afgeschilderd als zedeloos en kwaadaardig heeft hieraan bijgedragen. De zuster van lord Castlehaven, de protestantse dichteres en 'profetes' Eleanor Touchet, publiceerde al tijdens het proces een aantal van pamfletten met zo'n strekking.
Castlehaven's connecties met de rooms-katholieke kerk en zijn banden met Ierland maakten hem voor de protestantse adellijke elite in Engeland bij voorbaat al moreel verdacht. Er is door historici gesuggereerd dat voor de jury Castlehavens gebrek aan respect voor adellijke en patriarchale principes net zo zwaar heeft gewogen als het schenden van wetten en zeden: hij had zijn eigen dochter met een page laten trouwen, en een tweede bediende aangezet om bij zijn schoondochter een buitenechtelijke erfgenaam te verwekken.

## Juridische en sociale betekenis
Het proces tegen lord Castlehaven bleef tot ver in de 18e eeuw aandacht krijgen. In de 17e eeuw werd het vaak gepresenteerd in een anti-katholieke of anti-monarchistische context. In de 18e eeuw werd het aangevoerd als een voorbeeld van immoreel gedrag door de aristocratie. Na 1750 raakte de zaak grotendeels in de vergetelheid, maar bleef onder rechtshistorici wel bekend als een stap in de erkenning van vrouwen als volwaardige personen binnen het rechtssysteem. In de 21e eeuw is de zaak Castlehaven herontdekt, vooral binnen de disciplines lgtb- en genderstudies. Het wordt nu ook gezien als een belangrijke gebeurtenis in de geschiedenis van overheidsbemoeienis met seksualiteit.
Algemeen wordt aangenomen dat de maskerade Comus van John Milton verwijst naar het Castlehaven-schandaal. Dit werk beschrijft de triomf van kuisheid over losbandigheid en werd in 1634 door Milton geschreven voor de graaf van Bridgewater, die getrouwd was met Anne Stanley's zuster Frances.

## Kinderen
Uit eerste huwelijk met Elizabeth Barnham: 
- James Touchet, 3e graaf Castlehaven (1612-1684), getrouwd met Elizabeth Brydges (1614 of 1615 - 1679)
- Frances Touchet (geboren 1617). getrouwd met Richard Butler of Kilcash, broer van James Butler, hertog van Ormonde
- George Touchet (overleden ca. 1689), benedictijner monnik
- Mervyn Touchet, 4e graaf Castlehaven (overleden 1686), getrouwd met Mary Talbot Arundel, dochter van de 10e graaf van Shrewsbury
- Lucy Touchet (overleden 1662), getrouwd (1) John Antkill of Anketell, (2) Gerald FitzMaurice, zoon van Baron Kerry
- Dorothy Touchet (overleden 1635), getrouwd met Edmund Butler, 4e Viscount Mountgarret.[26]

Uit tweede huwelijk met Anne Stanley
- (mogelijk) Anne Touchet (na 1624), jong gestorven.